# Kemah (Teksas)
Kemah je grad u američkoj saveznoj državi Teksas. Prema popisu stanovništva iz 2010. u njemu je živjelo 1.773 stanovnika.